# Grand Prix Hassan II 2024 - Qualificazioni singolare
Le qualificazioni del singolare dell'Grand Prix Hassan II 2024 sono un torneo di tennis preliminare per accedere alla fase finale. I vincitori dell'ultimo turno sono entrani di diritto nel tabellone principale. In caso di ritiro di uno o più giocatori aventi diritto a questi subentrano gli alternate, coloro che vengono ammessi al tabellone principale a causa dell'assenza di un lucky loser che possa sostituire il giocatore ritirato.

## Teste di serie
1. Fabio Fognini (qualificato)
2. David Goffin (qualificato)
3. Grégoire Barrère (ultimo turno)
4. Matteo Gigante (qualificato)

1. Benjamin Hassan (ultimo turno)
2. Nicolas Moreno de Alboran (qualificato)
3. Stefano Napolitano (ritirato)
4. Rudolf Molleker (ultimo turno)

## Qualificati
1. Fabio Fognini
2. David Goffin

1. Nicolas Moreno de Alboran
2. Matteo Gigante

## Tabellone

### Legenda
| - Q = Qualificato - WC = Wild card - LL = Lucky loser | - ALT = Alternate - SE = Special Exempt - PR = Protected Ranking | - w/o = Walkover - r = Ritirato - d = Squalificato |

### Sezione 1
|  | Primo turno | Primo turno      | Primo turno | Primo turno | Primo turno |  |  | Ultimo turno | Ultimo turno  | Ultimo turno | Ultimo turno | Ultimo turno |  |
|  |             |                  |             |             |             |  |  |              |               |              |              |              |  |
|  | 1           | Fabio Fognini    | 6           | 3           | 6           |  |  |              |               |              |              |              |  |
|  |             | Mathias Bourgue  | 3           | 6           | 4           |  |  | 1            | Fabio Fognini | 3            | 6            | 6            |  |
|  |             | Matteo Martineau | 6           | 4           | 63          |  |  | Alt          | Lucas Miedler | 6            | 3            | 2            |  |
|  | Alt         | Lucas Miedler    | 3           | 6           | 7           |  |  |              |               |              |              |              |  |

### Sezione 2
|  | Primo turno | Primo turno     | Primo turno     | Primo turno | Primo turno |  |  | Ultimo turno | Ultimo turno    | Ultimo turno | Ultimo turno | Ultimo turno |  |
|  |             |                 |                 |             |             |  |  |              |                 |              |              |              |  |
|  | 2           | David Goffin    | David Goffin    | 7           | 6           |  |  |              |                 |              |              |              |  |
|  |             | Calvin Hemery   | Calvin Hemery   | 67          | 4           |  |  | 2            | David Goffin    | 2            | 7            | 6            |  |
|  | WC          | Hamza Karmoussi | Hamza Karmoussi | 3           | 4           |  |  | 5            | Benjamin Hassan | 6            | 68           | 3            |  |
|  | 5           | Benjamin Hassan | Benjamin Hassan | 6           | 6           |  |  |              |                 |              |              |              |  |

### Sezione 3
|  | Primo turno | Primo turno               | Primo turno      | Primo turno | Primo turno |  |  | Ultimo turno | Ultimo turno              | Ultimo turno              | Ultimo turno | Ultimo turno |  |
|  |             |                           |                  |             |             |  |  |              |                           |                           |              |              |  |
|  | 3           | Grégoire Barrère          | Grégoire Barrère | 6           | 6           |  |  |              |                           |                           |              |              |  |
|  |             | Ugo Blanchet              | Ugo Blanchet     | 3           | 3           |  |  | 3            | Grégoire Barrère          | Grégoire Barrère          | 6            | 65           |  |
|  |             | Dimităr Kuzmanov          | 3                | 7           | 2           |  |  | 6            | Nicolas Moreno de Alboran | Nicolas Moreno de Alboran | 7            | 7            |  |
|  | 6           | Nicolas Moreno de Alboran | 6                | 69          | 6           |  |  |              |                           |                           |              |              |  |

### Sezione 4
|  | Primo turno | Primo turno      | Primo turno      | Primo turno | Primo turno |  |  | Ultimo turno | Ultimo turno    | Ultimo turno | Ultimo turno | Ultimo turno |  |
|  |             |                  |                  |             |             |  |  |              |                 |              |              |              |  |
|  | 4           | Matteo Gigante   | 4                | 6           | 6           |  |  |              |                 |              |              |              |  |
|  | WC          | Karim Bennani    | 6                | 4           | 1           |  |  | 4            | Matteo Gigante  | 7            | 0            | 7            |  |
|  |             | Viktor Durasovic | Viktor Durasovic | 1           | 3           |  |  | 8            | Rudolf Molleker | 65           | 6            | 64           |  |
|  | 8           | Rudolf Molleker  | Rudolf Molleker  | 6           | 6           |  |  |              |                 |              |              |              |  |